# Республиканский референдум в Гамбии (1965)
24 ноября 1965 года в Гамбии состоялся республиканский референдум. Ставился вопрос об введении должности президента, который сменил бы британскую королеву Елизавету II в роли главы государства. Тем самым мог быть упразднён пост генерал-губернатора, назначаемого Великобританией.
На референдуме было зарегистрировано 154 626 избирателей, при этом было отдано 93 484 действительных голоса. 65,85% избирателей проголосовали за введение президентского управления. Однако инициатива не смогла получить поддержку в две трети, необходимую для принятия предложения.
Второй референдум, проведённый в 1970 году, с тем же вопросом оказался более успешным. Как следствие, премьер-министр Дауда Джавара был избран парламентом президентом. 24 апреля он официально вступил в свою должность. Последний генерал-губернатор Фариманг Мамади Сингате сложил свои полномочия.
| Итоги референдума                       | Голоса  | %     |
| --------------------------------------- | ------- | ----- |
| За                                      | 61 563  | 65,85 |
| Против                                  | 31 921  | 34.15 |
| Общее                                   | 93 484  | 100   |
| Зарегистрированные избиратели/явка      | 154 626 | 60,46 |
| Источник: база данных выборов в Африке. |         |       |